# 三拍子 (お笑いコンビ)
三拍子（さんびょうし）は、日本のお笑いコンビ。サンミュージックプロダクション所属、2001年結成。第3回お笑いハーベスト大賞優勝、THE MANZAI2014ファイナリスト。

## メンバー
高倉 陵（たかくら りょう、1981年2月16日（44歳） - ）
ボケ・ネタ作り担当。
北海道帯広市出身、北海道帯広柏葉高等学校卒業。身長185 cm、体重76 kg。血液型はO型。
目が大きく、ネタ中は瞬きをほとんどしない。花柄の派手なシャツがトレードマークであったが、その後紺のスーツにネクタイを着用する(中のシャツは花柄の場合がある)ことが多くなり2018年末頃からは白地に暖色系の花柄のスーツに白いシャツと朱やオレンジのネクタイを合わせるスタイルを衣装としていた。2022年の単独ライブでロッソネロの新衣装を初披露。現在はスカイブルーのスーツに赤のネクタイとピンクのチーフ、「三」のロゴバッジをつけている。
中学時代から芸人を志しており、腹話術などをやっていた。高校から漫才を始める。
2007年2月に結婚（2月17日総合格闘技パンクラス所属タレント濱田リカと入籍・2008年3月28日離婚）。披露宴にはNHKアナウンサー（当時『爆笑オンエアバトル』司会）の塚原愛アナが出席した。「塚原さんは30歳になっても結婚していないですよ」と言って相方・久保に「失礼だろ!」とツッコまれた。
24歳頃に営業で行った学園祭で、上半身裸の高校生から恐喝されかける。しかし財布の中身が二千円しかなく、「芸人も大変だな」と逆に慰められた。
芸人川柳グランプリ初代チャンピオン。姉の高倉絵理は20万人を超えるフォロワーを持つインスタグラマー兼、PR・キャスティング会社の社長。2021年、人気インフルエンサー4人と共にD2Cファッションブランド『huppe』を立ち上げる。
昔、腕を骨折して病院で診察を受けたところ「骨折ではない」と言われ、半年間病院通いを続けマッサージもしてもらっていたが、その後違う病院に行ったら「骨折してますよ」と診断された。さらに当時、骨折部分に隙間が開いていて（いわゆる偽関節）大腿骨から骨を移植する自家骨移植の大手術を受けた。その後、ピースサインが正しくできなくなってしまった（左も右と同じく不自然なので生まれつきらしい）。
漂流教室が好きで、絵を描くと劇画風に仕上がる。
酸味の強い果物が苦手。
ライブやトークで甘噛みが多い。
2015年6月20日まで立ち食い蕎麦屋でアルバイトしており、たびたびネタでもそれについて触れていた。またRYO TAKAKURAとして歌詞に様々な蕎麦が入っている「Oh Soba Night!」を作詞作曲し、自ら歌い上げている。
「みそソムリエ」認定資格取得（みそソムリエ認定協会）- 2019年11月
「みそまる®マスター」称号取得（みそまる普及委員会）- 2019年
2022年5月31日を以て解散したラストアイドルのMCを4年務め、箱推しを公言していた。
「普通自動車第一種運転免許」取得 - 2022年6月
演技力は皆無で本人も自覚しているとされていたが、2022年10月6日より劇団さるしばい第12回本公演＜足音＞「約束は昔日」に出演、好評を博した。

久保 孝真（くぼ たかまさ、1981年10月8日（43歳） - ）
ツッコミ担当。
東京都八王子市出身、光明学園相模原高等学校卒業。身長173 cm、体重102 kg。足のサイズ28.5 cm。血液型はO型。
コンビ結成当初は痩せており標準体型だった。しかし、2004年頃から徐々に肥えていった（このため、後述の通り『オンバト』においては出場当初と末期では体型がかなり変動している）。太った理由は、20歳の頃にアルバイトしていたラーメン店の店長の気前が良く、賄いをたらふく食べさせてもらっていたため。
白いワイシャツに紺やグレーなどの一般的なスーツを合わせ、木製の蝶ネクタイを着けた衣装であることが多い。2022年の単独ライブでロッソネロの新衣装を初披露。現在はピンクのジャケットに青のパンツ。赤の蝶ネクタイとチーフ「三」のロゴのバッジをつけているがよく「川」になっている。サスペンダーは花柄。
キレ気味で、ネタ中にコントへ入る際は妙に演技がかっている。
目が細く、いつもニコニコしているように見える。
電話の声は大きくて聞き取りづらいため、何を言っているか分からない。
父親と父方の祖父は大工。昔はお笑いが好きではなく、漠然と社長になりたかったという。
西武ライオンズファン。2019年現在で一番好きな選手はセンターの秋山翔吾。ライオンズ好きが高じて西武ドームの三塁側ベンチレポートなどを担当することがある。
ジャニーズに詳しい。同学年の滝沢秀明は出身中学が隣校ということもあり、地元のヒーローとして尊敬しており思い入れが強い。
小太りだった頃、『笑いの金メダル』（ネタバトル時代）の1コーナー「有田フライデー」にて相方・高倉の「太ってもないしやせてもないし中途半端だ!」という呼びかけから「デブキャラとやせキャラのどちらがいいか」を番組の観客が審査する運びとなり、その結果デブキャラに決まったが2022年現在もデブキャラの仕事は来ていない。
真面目な弟がおり、電話越しで「タイムマシーン3号を見習え!!」と言われた（当時の弟は泥酔していたらしい）。
流れ星☆とのトークライブ「猫と花」にて、流れ星☆と高倉は生ビールやウーロンハイといったアルコールを注文するも久保は必ず水を頼むという話で、毎回笑いが起きる。この件からたきうえには「水で笑いが来るって考えた方がいいぞ」と言われている。
太ってはいるものの運動神経は高く、縄跳びの二重飛びなどが簡単にこなせる。
2010年の夏、置いてあったバッグを持ち上げたはずみでぎっくり腰になった。
2014年3月28日、かねてから交際していた一般女性との入籍を高倉が報告した。2015年に第一子、2020年に第二子が誕生。
憧れの女性はともさかりえ。
2022年7月、咳をした途端に肋骨を骨折する。
高倉の41歳の誕生日に、自身の好きなスラムダンク全巻をプレゼントしたがまだ読まれていない。
糖尿病であり、医師の指示により28kgの減量を行なった。

## 概要
- 専門学校（東京アナウンス学院）のお笑いタレント科（現：芸能バラエティ科）において、以前のコンビを解散した高倉が「この2人のどちらかとコンビを組め」と言われて久保を選び、結成に至る。高倉曰く見た目で言えば実力がなさそうだけど努力しそうな方、という理由で選んだらしい。
- コンビ名は、久保の特技が小学校から習っていた和太鼓だったことから和風っぽい名前にしようということになり、高倉がインスピレーションで命名したのが由来[要出典]（和太鼓のリズムは通常三拍子ではない）。
- デビューして1年ほどでお笑い雑誌のインタビューを受けたり、『爆笑オンエアバトル』に出場し始めたり、『笑いの金メダル』では結成3年で金メダルを1つ取っている。
- タイムマシーン3号・ハマカーンとは『爆笑オンエアバトル』の収録（チャンピオン大会や成人の日SP）で一緒になることが多い（「成人の日SP」に至っては「即興ネタバトル」で対決したのがこの3組であった。また、ハマカーンとは合同コントを演じた）。
- 事務所がサンミュージックであることをネタにする機会がある。また、サンミュージックへの所属を決めたのは高倉だとそのネタで説明している。
- 2011年1月、永沢たかし（磁石）が結成した、芸歴10年前後の吹きだまり芸人によるユニット「FKD48」に加入。2015年3月「FKDZ」に改名。高倉がダンディ担当→正統派担当で担当カラーは銀色、久保がデブ担当で担当カラーは茶色となっている。2019年、高倉がリーダーに就任。
- 2014年12月11日、YouTubeの公式チャンネルを立ち上げた。後述のように時事ネタへ取り組んで以来、ニュース番組でのネタ披露を目標に掲げていたが2020年3月1日の『カンニング竹山の土曜The NIGHT』（AbemaTV）でそのことを吐露後にプロデューサー間で連絡を取り、同じく先輩のカンニング竹山がMCを務める3月3日の『AbemaPrime』（AbemaTV）でのネタ披露が叶った[4]。
- 2018年9月放送の『ENGEIグランドスラム』にて実施された「芸人1000人にアンケート!! 売れてないけど本当は面白い芸人ベスト10」の第1位に選ばれる[5]。
- 2021年6月、漫才協会に入会。

## 主な賞レースでの出場成績

### 爆笑オンエアバトル
『爆笑オンエアバトル』（NHK総合）には2002年度から2007年度まで長きに亘って出場し続け、常連組として出演した。出場当初は300KB～400KB台前半の記録が多く、オフエア経験もあったが2004年度から成績が安定していき、高得点を連発し連勝も重ねていった。
- 初挑戦は2002年4月27日放送回、309KBを記録し7位敗退。初オンエアは同年6月15日放送回で、377KBを記録して5位通過であった。2002年度は年間4勝目を獲得できず（年間3勝止まり）、2003年度は年間4勝は達成したものの長井秀和にボール1個差で及ばず年間ランキング21位となり[注釈 2]、いずれもチャンピオン大会への出場は果たせなかった。ちなみに、2003年度の最後の出場（2004年2月20日放送回）から2008年1月25日放送回まで16連勝を記録している。
- 上述のように2004年度から成績が安定していき、2004年9月4日放送回にて初のオーバー500を記録すると、2004年11月27日放送回（北海道・北見市収録）では自己最高となる529KBを記録[注釈 3]。その年の年間ランキングでは2位を記録し、初のチャンピオン大会出場が叶った。最終結果はファイナルまで出場するも、3位敗退（834KB）に終わる。
- 2005年度も2度オーバー500を記録するなど高得点を連発すると、年間ランキングでは4位を記録し2年連続でチャンピオン大会に進出。セミファイナルでは初のオーバー1000（1010KB）を記録し、満を持して2年連続でファイナルに進出したが結果は4位敗退（794KB）に終わる。
- 2006年度は出場した4回全てにおいて480KB以上を記録する強さを見せつけ、自身初となる年間ランキング1位（合計1992KB）[注釈 4]を記録し、3年連続でチャンピオン大会に進出。3年連続でファイナル進出となるも、結果は5位敗退（902KB）に終わった。
- 2007年度も2戦連続オーバー500を記録するなど安定した成績（出場した4回全てにおいて450KB以上を記録）を残し、年間ランキング3位を記録し4年連続でチャンピオン大会に進出。更に4年連続ファイナル進出を果たした。
  - 第10回チャンピオン大会ファイナルのネタ披露前の紹介VTRではキャッチフレーズが「ラストチャンス!」であったり、高倉が「オンエアバトルに出れなくなりたくないんでね…。ここでチャンピオン獲っとけば来年1回は… 1回出てチャンピオン大会にも出れるということなんでね…」とコメントする場面が放送されるなど、ネタ披露前から「チャンピオンになれなければ（「オンバト」の挑戦は）今大会で最後」という決意を示唆していた。本番では、いつもやっているネタとは一線を画した「ネタ作りで迷った部分を相談して決めていき、その後その内容を舞台で実践する」という異色の漫才を披露し、会場を大いに沸かせた。そして最終的な結果は1006KBを記録、ファイナルでは自身初のオーバー1000を記録したもののトータルテンボスにボール5個差（1026KB）で及ばず2位敗退となり、あと一歩の所で優勝を逃した[注釈 5]。このため、ファイナルでオーバー1000を記録しながらチャンピオンになれなかった唯一の芸人となってしまった。そして、三拍子は今大会を以って『オンバト』を卒業することとなった。
- 『オンバト』では歴代の挑戦者の中でも屈指の安定感を誇ったコンビであり、2004年度～2007年度内の年間ランキングにおいては4年連続で全て4位以内に入っていた（この記録は三拍子とタイムマシーン3号しか達成していない）。更に過去に出場したチャンピオン大会ファイナルにおいては全て5位以内に入っていたが、1位（チャンピオン）になることは最後まで叶わなかった。
- 通算成績は22勝3敗。オーバー500獲得回数は通算7回であり番組4位[注釈 6]、16連勝は番組7位[注釈 7]の記録となっている。また、第8回チャンピオン大会ファイナル終了後にはゴールドバトラーにも認定されている。
- 余談だが久保は現在と比べると出場当初はかなり痩せ型であり、回を重ねる毎に大柄となっていった。また、高倉は出場当初は普通の服装で挑んでいたが2004年度頃から派手な花柄のシャツを着て挑むようになった。

### M-1グランプリ
「オンバト」とは対照的に『M-1グランプリ』（朝日放送）とは相性が悪く、毎年3回戦か準決勝進出で終わることが多く成績が安定しなかった。初回の2001年大会からラストイヤーの2016年大会までは、一度も決勝進出は果たせなかった。
| 年度（回）       | 結果         | エントリー No. | 会場                            | 日程           | 備考         |
| ---------------- | ------------ | -------------- | ------------------------------- | -------------- | ------------ |
| 2001年（第1回）  | 3回戦進出    | 823            | [東京] ルミネtheよしもと        | 11月24日（土） |              |
| 2002年（第2回）  | 準決勝進出   | 1020           | [東京] ルミネtheよしもと        | 11月30日（土） |              |
| 2003年（第3回）  | 3回戦進出    | 1874           | [東京] ルミネtheよしもと        | 11月9日（日）  |              |
| 2004年（第4回）  | 3回戦進出    | 942            | [東京] ルミネtheよしもと        | 11月21日（日） |              |
| 2005年（第5回）  | 準決勝進出   | 847            | [東京] ルミネtheよしもと        | 12月10日(土)   |              |
| 2006年（第6回）  | 準決勝進出   | 3885           | [東京] ルミネtheよしもと        | 12月9日(土)    |              |
| 2007年（第7回）  | 準決勝進出   | 4202           | [東京] ルミネtheよしもと        | 12月8日(土)    |              |
| 2008年（第8回）  | 3回戦進出    | 4445           | [東京] ルミネtheよしもと        | 11月14日(金)   |              |
| 2009年（第9回）  | 準決勝進出   | 3609           | [東京] よみうりホール           | 12月6日（日）  |              |
| 2010年（第10回） | 3回戦進出    | 4795           | [東京] よしもとプリンスシアター | 11月12日(金)   |              |
| 2015年（第11回） | 準々決勝進出 | 1961           | [東京] 浅草公会堂               | 11月6日(日)    |              |
| 2016年（第12回） | 準々決勝進出 | 3387           | [東京] NEW PIER HALL            | 11月3日(火)    | ラストイヤー |

### その他
- お笑いホープ大賞（フジテレビ）
  - 第1回（2003年）準決勝進出
  - 第2回（2004年）決勝進出
  - 第3回（2005年）決勝進出
  - 第4回（2006年）決勝進出
  - 第5回（2007年）準決勝進出
  - THE FINAL（2008年）決勝進出
- 漫才新人大賞（社団法人漫才協会）
  - 第8回（2009年）決勝進出
  - 第10回（2011年）優秀賞
- お笑いハーベスト大賞（一般社団法人 日本音楽事業者協会）
  - 第3回（2012年）優勝
- THE MANZAI（フジテレビ） 
  - 2012年 認定漫才師
  - 2013年 認定漫才師
  - 2014年 認定漫才師 ワイルドカード決定戦から決勝進出
  - 2015年 プレマスターズ 出場[17]
  - 2018年 プレマスターズ 出場[18]
- 決戦!お笑い有楽城（ニッポン放送）
  - 第6回（2011年）優勝
- G-1グランプリ（発起人 元ツインカム島根定義）
  - 第1回（2022年）決勝進出、視聴者投票1位。YouTubeアーカイブ対決1位
- 耳心地いい-1グランプリ 決勝進出
- つかみ-1グランプリ
  - 第2回 準優勝
  - 第3回 準優勝
- THE SECOND ～漫才トーナメント～
  - 第1回 選考会敗退
  - 第2回 選考会敗退
  - 第3回 ノックアウトステージ32→16 進出

## ネタ
- 主に漫才で、色物が多いサンミュージックの中では珍しく正統派のしゃべくり漫才。久保が挨拶する間に高倉は目を見開きつつ客席を凝視する。
- 2011年からは時事ネタ漫才を積極的に取り組んでおり、毎月定例の単独ライブやYouTubeで披露していた。
- 一時期キャラを作るため、ランニングシャツを着た久保が丼飯を食べながら米にちなんだツッコミを入れる漫才を演じていた。
- 以下のようなパターンのボケを行うことが多い。また、一間開いてからのツッコミも多い。

### ネタ中によくあるパターン
- 自己紹介で高倉が「僕の名前は高倉陵です」と名乗り、久保のことを真面目に紹介しない。
- 久保の体型をイジる（「豚」に絡めたフレーズが多い）。
- 「俺死にたいんだけど」「僕男好きなんですけど」「いつも突っ込んでくれてありがとう」「俺お前のこと好きなんだけどね」などサブリミナル的にネタの最中でつぶやく。
- 高倉が首を左右に動かす。
- ネタの冒頭で高倉が客席を凝視し、それに対して久保が「目が合うと幸せになれません」「目が合うと呪われます」「普段はいい子なんですよ」などと言う。
- 高倉の滑舌が突然悪くなる。
- コントに入るとき高倉が「みんな見てて!!」と客席に呼びかける。
- 高倉が突然意味不明なボケを連発する。

## 単独ライブ
2004年の初単独ライブから、約80本以上もの単独ライブを開催している。三拍子20周年単独LIVE『ラストチャンスと言わないで』では初のクラウドファンディングに挑戦し、わずか16日で目標金額を達成。1,100人収容有楽町よみうりホールのあるビックカメラが当日、笑いによる振動で建物が揺れたとされる。

### 単独ライブ
- 三拍子初単独『目で目は見えぬ』（2004年11月12日/Live Hall CROSSROAD）
- 三拍子第2回単独『ソウルメイト』（2008年6月29日/エコー劇場）
- 三拍子第3回単独『下衆な魅力』（2010年1月26日/新宿シアターモリエール）
- 三拍子2days全ネタチェンジ単独2018『目玉バキバキ男と蝶ネクタイ木男』（2018年6月21日、22日/Geki地下Liberty）
- 三拍子単独2019『平成のスターになれなかった』（2019年4月24日/きゅりあん小ホール）
- 三拍子・RYO TAKAKURA・久保孝真スリーマンライブ『3manShow』（2019年8月21日/下北沢ろくでもない夜）
- 三拍子単独LIVE2020『2030』（2020年5月21日/北沢タウンホール）※コロナ蔓延防止のため中止
- 三拍子20周年単独LIVE『ラストチャンスと言わないで』（2022年8月5日/有楽町よみうりホール）※ロッソネロの新衣装初披露
- 三拍子単独ライブ『うんたった』（2023年3月5日/西新宿ナルゲキ）※バージョン違いの新衣装披露。

### 無料単独ライブ
- 『Ta-da!』（2017年9月10日/しもきた空間リバティ）
- 『MANZAISHI』（2019年9月9日）※高倉の花柄スーツ初披露
- 『Waltz』（2019年10月4日/しもきた空間リバティ）

### 隔月単独ライブ
- 『リハビリテーション〜武道館への道〜』vol.1〜15（2006年10月〜2009年9月）

### 毎月単独ライブ
- 『リハビリテーション〜1,000万円への道〜』vol.1〜5（2010年2月〜6月）

### 毎月時事ネタ単独ライブ
- 『漫喋60分』vol.1〜28（2011年6月〜2014年12月）

### 定期単独ライブ
- 『漫THE才』vol.1〜5（2015年2月〜7月）
- 『漫JAPAN』vol.1〜4（2016年3月〜6月）
- 『漫GLOBE』vol.1〜12（2017年1月〜2019年1月）
- 『漫PEACE』vol.1〜3（2019年3月〜2020年1月）※vol.4（2020年3月16日）コロナ蔓延防止のため中止
- 『漫喋90分』（2017年・2018年・2019年）
- 『漫密』（2020年・2021年）
- 『漫才の向こう側』vol.1〜4（2023年6月〜9月）

### Zoom定期単独ライブ
- 『漫ROOM』1〜（2020年6月〜）
- 『三ZOOM』vol.1〜3（2021年1月〜2月）※トークイベント

### Radiotalk定期単独ライブ
- 『聴く漫才』（2021年5月28日）
- 『聴く漫才2』（2021年7月9日）

## 企画バンド Kubo'z
企画バンド Kubo'z
- 2009年まで行われていた隔月単独ライブ『リハビリテーション〜武道館への道〜』での企画。
- 日本武道館へ行くためには音楽も必要!という高倉の安易な考えで組まれた。
- ボーカルは高倉だが、リーダーは久保。実際には久保は何もしていない（曲によっては途中で久保が登場したりするが歌うことはない）。
- 高倉がメロディと歌詞を作り、鼻歌で歌を歌い、それを聞いてメンバーが編曲をする。
- CDを会場限定で発売していた。

### CD
- ラナウェイ / NINGEN NO（2007年6月28日発売）
- I am a money man / "Special Tracks"（2008年03月06日発売「サンミュージックGETライブが行く!!」オープニングに使用）
- ポテト/ 猫と花の唄（2008年10月28日発売）
- U.S.A song / Petting2004（2009年4月8日発売）
- Beach Queen / "Special Tracks"（2009年9月8日発売）

### メンバー
- ボーカル・作詞・作曲：高倉陵
- アコースティック・ギター：BIG JUHN（元WAGE）
- エレクトリック・ギター：大浦たすく
- キーボード、編曲：花岡環
- ベース：KENTA（Venomstrip/LAST MAY JAGUAR）
- ドラム：soki

## RYO TAKAKURA
- 高倉の音楽活動。
- 2018年11月30日から全国のJOYSOUNDにて『Beach Queen』『尋常』の2曲がMV付きでカラオケ配信。
- 2022年3月16日待望の1stアルバム『SONGEN』がリリース。各音楽配信サイトにて配信開始。
- 2022年6月3日より渋谷愛ビジョン『木曽さんちゅうの愛9エンタメショー』に抜擢。ビキニ姿のRYO TAKAKURAが大型ビジョンに流れる。

### CD
- INORI歌 / ラナウェイ / NINGEN NO / BonusTruck（2011年01月発売『三拍子高倉陵人間生活30周年』ライブに使用）
- 相棒 / さんぽ日和（2012年1月発売）
- 尋常 / 尋常［カラオケバージョン］（2015年9月発売）
- 目玉バキバキ男と蝶ネクタイ木男

- 『陵 THE BEST』RYOTAKAKURA（三拍子高倉）が歌うオリジナルソング集。全13曲収録。
- 『SONGEN』（2022年5月3日発売）
- 『Beach Queen』CDシングル（2022年5月8日発売）※2009年発売の改良版

### ワンマンライブ
- 『clubを借りて自ら主催したbirthday partyでoriginal songを歌う漫才師を見て君は何を思うだろう?』（2018年2月15日/渋谷354club）
- 『音を止めろ!』（2019年2月16日  Live Labo/代々木）
- 『屋形船ディナーショー』（2020年2月16日/越中島乗船場）
- 『RYO TAKAKURAバスツアー』（2023年4月16日/足柄・御殿場・海老名）

### 主催ライブ
- 『ホワイトビキニクリスマス』（2018年12月24日/下北沢ろくでもない夜）
- 『RYO CABAKURA〜脳RYO祭〜』（2020年8月29日/Zoom）
- 『脳RYO祭2020』（2021年9月16日/下北沢ろくでもない夜/Radiotalk）
- 『ホワイトビキニクリスマス2021』（2021年12月23日/下北沢ろくでもない夜/Radiotalk）
- 『これが俺のSONGEN』（2022年5月8日/下北沢ろくでもない夜/Radiotalk）
- 『RYO TAKAKURA帯広凱旋ライブ』（2022年6月5日/アソビ場）
- 『RYO年会2022』（2022年12月14日/下北沢ろくでもない夜）
- 『HAPPYの向こう側』RYO TAKAKURA & ERRY presents（2023年6月15日/下北沢ろくでもない夜）

## 出演

### テレビ
- ラヴィット!（TBSテレビ、2023年9月17日 - ）- 不定期出演

#### 過去にレギュラー出演した番組
- はなまるマーケット（TBS、2003年10月 - 2004年12月）高倉のみエプロン隊として準レギュラー出演
- エンタの味方!（TBS、2008年4月24日 - 2009年3月26日）2期生としてレギュラー出演
- HAPPY MONDAY BASEBALL 今週のプロ野球とことん予想（BSスカパー、2016年3月 - 10月）久保のみ
- カンニングのDAI安吉日!（BSフジ）
- 東京クラッソ!NEO（TOKYO MX、レポーターとして準レギュラー）
- 東京ビタミン寄席（中野ケーブルテレビ）

#### その他の出演番組
- 爆笑オンエアバトル（NHK総合）戦績22勝3敗 最高529KB ゴールドバトラー認定
  - 2002年度（3勝1敗）
  - 2003年度（4勝2敗）
  - 2004年度（3勝）
    - 第7回チャンピオン大会 セミファイナルAブロック2位（2005年3月13日）、ファイナル3位（3月27日）

  - 2005年度（4勝）
    - 成人の日SP（2006年1月10日）
    - 第8回チャンピオン大会 セミファイナルAブロック2位（3月5日）、ファイナル4位（3月19日）

  - 2006年度（4勝）
    - 第9回チャンピオン大会 セミファイナルAブロック3位（2007年3月3日）、ファイナル5位（3月24日）

  - 2007年度（4勝）
    - オンエアバトルデラックス タカアンドトシの言葉か!（2007年8月17日）
    - 第10回チャンピオン大会 セミファイナルAブロック3位（2008年3月8日）、ファイナル2位（3月22日）

  - 卒業後
    - オンバトヒーローズ（2009年1月30日）
    - オンバトPREMIUM（2009年10月24日、2010年10月29日、2011年1月28日）
    - 爆笑オンエアバトル20年SP～平成最後の年に一夜限りの大復活!～（2019年3月24日）[19] 審査員として参加
- イエヤス（CBCテレビ）
- お笑いフィナンシャルJAPAN ARATA（フジテレビ721、2003年）
- 笑いの金メダル（朝日放送）
- ゼベック・オンライン （TOKYO MX、2005年2月21日）
- お笑い登龍門（フジテレビ、2005年2月28日、2005年4月25日、2005年7月4日）
- お笑い登龍門ガッハ（フジテレビ721）
- 秋ネタSP! 笑いの乱（テレビ朝日、2005年11月27日）
- 竹山先生。（テレビ東京）
- 金スペ!芸能界誰についてく?お笑い国盗りクイズ!!仁義なき派閥抗争（TBS、2006年04月28日 ）
- 第4回お笑いホープ大賞（フジテレビ、2006年06月20日）
- 第40回 初詣!爆笑ヒットパレード2007 第一部（フジテレビ、2007年01月01日）
- 『ぷっ』すま（テレビ朝日、2007年07月10日）
- パイレーツ・オブ・コメディアン お笑いジェットコースター（TBS、2007年9月05日）
- キッザニアTV（BSフジ）
- ぐるぐるナインティナイン（日本テレビ、2008年10月31日）
- 第4回お笑いDynamite!（TBS、2008年12月29日）キャッチコピーは「ごはんですよ!!」
- 第3回お笑いメリーゴーランド（TBS、2009年1月6日）
- 笑いがいちばん（NHK総合、2008年6月1日、2009年11月13日）
- 寿命をのばすワザ百科（日本テレビ、2010年1月8日）久保のみ
- エンタの天使（日本テレビ、2010年2月17日）キャッチコピーは「すれ違いのワルツ」。元々は『エンタの神様』の番組中で収録されたものだったが、未放映だったためこちらで放送。
- 大爆笑サンミュージックGETライブ（日テレプラス）
- 世界制服!竹山塾（テレ朝チャンネル）久保のみ
- うまプロ!U-1グランプリ（フジテレビ、2010年6月6日）
- ジャガイモン（テレ朝チャンネル、2010年6月10日）
- うまプロ!C-1グランプリ（フジテレビ、2010年7月11日、18日、9月19日、26日）久保のみ
- 爆笑レッドカーペット ヤングライオン杯決勝大会（フジテレビ、2010年9月25日）キャッチコピーは「うまい!早い!楽しい!」
- オンバト+（NHK総合、2010年10月30日、2011年1月29日）「オンバト+PREMIUM」に出演
- 新世紀ネタキング決定戦（TOKYO MX）- 2010年12月の月間チャンピオンに選ばれる。
- おもろゲ動画SHOW 投稿!1000000000ビュー（TBS、2011年3月16日）
- 笑うてっぱんシアター（TOKYO MX）久保のみ
- 笑う新選組（テレ朝チャンネル、2011年4月22日）#4
- マサカメTV(NHK、2014年8月19日、2015年3月14日)
- めんこい8オシ研究所（岩手めんこいテレビ、2015年）
- センニュウ★感（テレビ東京、2015年10月11日）発明学会に潜入レポーターとして出演。
- ENGEIグランドスラム（フジテレビ、2018年9月29日）
- 時事ネタ王2018（NHK、2018年12月22日）
- 時事ネタ王2019（NHK、2019年12月23日）
- ただ今、コント中。（フジテレビ、2020年12月29日）
- お笑い成人式ライブ2021（BSフジ、2021年1月1日）
- 球辞苑 〜プロ野球が100倍楽しくなるキーワードたち〜（NHK BS1）久保のみ
  - ポジショニング（シフト含む）（2021年12月21日）
  - ノーボールツーストライク（2022年11月27日）
- わらたまドッカ〜ン（NHK Eテレ、2021年4月20日）
- バリバラ（NHK Eテレ、2021年4月23日）
- サンド道楽（BSフジ、2021年5月23日）
- お笑い成人式ライブ2022（BSフジ、2022年1月1日）
- 林家正蔵の演芸図鑑 「尾上菊之助 三拍子 春風亭昇々」（NHK、2022年2月13日）
- わらたまドッカ〜ン（NHK Eテレ、2022年4月14日）
- ぺこぱポジティブNEWS（テレビ朝日、2022年4月28日、5月6日）
- 立川志らくの演芸図鑑「三宅裕司 三拍子 神田蘭」（NHK、2022年10月16日）
- 賞金奪い合いネタバトル ソウドリ〜SOUDORI〜シーズン13（TBS、2022年11月19日）
- 新春生放送！東西笑いの殿堂2023（NHK総合1・東京、2023年1月3日）
- お笑い成人式ライブ2023（BSフジ、2023年1月7日）
- わらたまドッカ〜ン（NHK Eテレ、2023年2月23日）徳島県藍住町
- なすなかにしのゲームキングダム（BS11、2023年4月11日, 18日, 25日）
- 桂文枝の演芸図鑑「鳳蘭 三拍子 三遊亭小遊三」（NHK、2023年5月14日）
- ぽかぽか「暇王」（フジテレビ、2023年5月16日）
- 耳心地いい-1グランプリ（TBS、2023年8月23日）

### ドラマ
- 龍馬伝（NHK総合、2010年10月24日）山田藤吉役、久保のみ
- バーテンダー（テレビ朝日、2011年2月25日）第4話、高倉のみ
- ルーズヴェルト・ゲーム（TBS、2014年4月27日 - 6月22日）水木役、久保のみ
- 家政夫のミタゾノ（テレビ朝日、2016年10月28日）第2話、久保のみ

### 舞台
・劇団さるしばい第12回公演＜足跡＞「約束は昔日」（2022年10月6日-10月15日）計9公演　成田勉役、高倉のみ

### ラジオ

#### 現在レギュラー出演中の番組
- NACK5 SUNDAY LIONS（NACK5、2019年- ）ライオンズパーソナリティー 久保のみ
- 尋常ラジオ（FM JAGA、2020年11月〜）パーソナリティー高倉のみ

#### 過去にレギュラー出演した番組
文化放送ライオンズナイター（文化放送）リポート 久保のみ

#### 過去に出演した番組
- 第6回 決戦!お笑い有楽城（ニッポン放送、2011年10月29日）
- 三拍子のオールナイトニッポンR（ニッポン放送、2011年11月18日）「決戦!お笑い有楽城」優勝特典
- ナイツ ザ・ラジオショー（ニッポン放送、2021年4月14日）
- タカアンドトシのお時間いただきます（NHKラジオ第一、2022年3月23日）
- オールナイトニッポン0～決戦！お笑い有楽城～（ニッポン放送、2022年4月9日） 審査員として出演
- くにまる食堂（文化放送、2022年6月28日）各局対抗「梅雨明け宣言回」
- ナイツ ザ・ラジオショー（ニッポン放送、2022年7月13日）
- Happy Voice! from YOKOHAMA （アール・エフ・ラジオ日本、2022年7月15日）高倉のみ出演
- 渋谷のほんだな（FM87.6MHz［渋谷区内限定］2022年7月29日）
- 真打ち競演▽三拍子 柳家小菊 瀧川鯉昇（NHKラジオ第一、 2022年11月19日〜山形県大江町で収録〜）

### インターネットテレビ

#### 現在レギュラー出演中の番組
- SHAKE UP WALLOP（WALLOP、2022年10月3日-）毎週木曜日19:00〜20:00 隔週どちらか出演（直前特番 9月29日「SHAKE UP WALLOP 直前特番」DAY1  出演者 三拍子久保のみ）
- VS三拍子（ニコジョッキー、アメジョッキー、エフジョッキー、2011年8月12日- ）月1回・木曜日
- 三拍子＆白岡今日花の イデアのたしなみWALLOP、2024年8月-）[20]

#### 過去にレギュラー出演した番組
- くらしマニア!?（サイエンスチャンネル）
- B級Cool Japan（あっ!とおどろく放送局、2011年1月11日-6月28日）
- You gotta SUNDAY(あっ!とおどろく放送局、2011年7月-2012年3月)
- You gotta SUNDAY DX (あっ!とおどろく放送局、2012年4月-6月)
- You gotta SUNDAY DX（@TV(旧あっ!とおどろく放送局)、2012年7月22日-9月23日）
- ラスアイサバイブ丨ラストアイドル（17LIVE、2021年8月14日-9月27日）
- 三拍子の生漫DAY（YouTubeLive、2019年10月21日-2023年4月10日 ）毎週月曜19:00〜20:00、虎ノ門・新虎小屋から生配信

#### その他の出演番組
- 鳥居みゆきの社交辞令でハイタッチ（GyaO!）
- スパローズのギリギリアウツ!? #67 〜かすみ果穂緊急ファンミーティング! かすみ果穂大好き芸人大集合!SP!（ニコジョッキー、2013年8月1日）- 共演:どぶろっく、島津健一郎（にじむピンク） - 高倉のみ

### インターネットラジオ

#### 過去にレギュラー出演した番組
- まとめキャスト〜耳で聴くまとめサイト（GERA、2022年5月13日-6月17日）毎週金曜日・全6回
- 三拍子20周年記念特番ラストチャンスと言わないで（GERA、2022年7月30日、8月2日）全2回
- 三拍子20周年記念特番ラストチャンスと言わないで（GERA、2022年8月24日）※反響を受け特別に第3回が収録された

### CM
- 資生堂「uno」
- アイセイ薬局「薬局あるある漫才」
- 大木製薬株式会社「ウイルオフ」
- 江戸屋「むきこまい」「むきたら」（北海道ローカル）
- HELiCO『三拍子のおしえて薬剤師さん！』（YouTube）

### 新聞
- 新ネタ「十勝王子」で初笑い【先読み新年号】（十勝毎日新聞）

### DVD
- 三拍子〜三寸の楔〜（発売元： ジェネオン エンタテインメント）
- 三拍子単独LIVE『ソウルメイト』（2008年12月24日発売　発売元：コンテンツリーグ）
- 三拍子 in エンタの味方! 爆笑ネタ10連発（発売元：TBS）
- 三拍子 in エンタの味方! 爆笑ネタ10連発 ファイナル（発売元：TBS）
- 三拍子無料単独ライブ『Ta-da!』
- 三拍子の『漫喋90分 2016』
- 三拍子の『漫喋90分 2017』
- 三拍子の『漫喋90分 2018』
- 三拍子の『漫喋90分 2019』
- 三拍子の『目玉バキバキ男と蝶ネクタイ木男day1』
- 三拍子の『目玉バキバキ男と蝶ネクタイ木男day2』
- 三拍子無料単独ライブ『MANZAISHI』
- 三拍子単独ライブ『平成のスターになれなかった…』
- 三拍子無料単独ライブ『Waltz』